# Зощенко, Александр Петрович
Александр Петрович Зощенко (15 ноября 1868 — 16 декабря 1936) — русский военный деятель, полковник РИА, генерал-майор армии Колчака, генерал-лейтенант Земской рати.

## Биография
Из православного дворянского рода. Семья проживала в Енисейской губернии, но происходила из дворянства Полтавской губернии. Вероятно, поэтому, что генерал Зощенко происходил из того же рода, что и писатель Зощенко, однако степень их родства неизвестна.
Александр Зощенко окончил Сибирский кадетский корпус и Второе Константиновское военное училище. К началу Первой Мировой войны — подполковник 43-го Сибирского стрелкового полка. В 1915 году за отличие произведён в полковники. С 1916 года командир 42-го Сибирского стрелкового полка. После развала армии возвратился на родину.
В Белой армии 22 июля 1918 года возглавил 2-й Степной Сибирский полк, затем, осенью 1918 года, уже всю 2-ю Степную дивизию, был произведён в генерал-майоры. В марте-мае 1919 года был также начальником гарнизона Новониколаевска (совр. Новосибирск) и командиром находящихся там 3-й кадровой и 13-й Сибирской стрелковой дивизий. В конце июня 1919 года генерал Зощенко выступил на фронт во главе свежесформированной под его руководством 13-й Сибирской дивизии. На этом посту проявил себя неудовлетворительно, а дивизия, где не хватало опытных солдат и офицеров, была разбита в первых же боях и в значительной степени перебежала к красным.
Это событие нашло подробное освещение в мемуарах Фёдора Фёдоровича Мейбома, командовавшего первым батальоном 49-го Стрелкового полка из состава дивизии. Автор мемуаров, на тот момент 25-летний офицер, активный участник Гражданской войны с самых первых дней, был ранен в боях, и после выздоровления переведён в 13-ю дивизию. Эта дивизия, насчитывавшая почти 13 тысяч штыков, весь первый год войны простояла в тылу, считаясь своего рода «гвардией» и «последним резервом» адмирала Колчака. При этом обучение новобранцев сводилось к муштре; офицеры, не имевшие опыта участия в Гражданской войне, разошедшиеся по домам после окончания Первой Мировой войны, и призванные в состав дивизии по мобилизации, зачастую не горели желанием исполнять свои обязанности; среди рядовых солдат, призванных из тыловых районов, и до этого не соприкасавшихся с властью большевиков, находила сочувствие большевистская агитация. В результате, первый же бой частей дивизии с Красной армией, привёл к безобразной ситуации, когда до 80 % личного состава перебежала к противнику, убив при этом многих офицеров, а других уведя с собой в плен. Только Мейбому удалось в полном порядке вывести из окружения свой батальон.
После этого сражения дивизия была сведена в один 49-й Стрелковый полк в 1200 штыков под командованием Мейбома, созданный на основании единственного уцелевшего батальона, с прибавлением оставшихся солдат и офицеров других батальонов и полков. Полк продолжил участие в боях с красными, имел боевые успехи, а затем в составе армии отступил в Читу в рамках Сибирского Ледяного похода
Генерал Зощенко также продолжил участие в боях, предположительно, сохранив за собой должность командира дивизии из одного полка, принял участие в Сибирском Ледяном Походе, по окончании которого был назначен генералом для поручений при командующем 3-м стрелковым корпусом. Осенью 1921 года занял ту же должность при командующем Временного Приамурского правительства генерал-лейтенанте Дитерихсе. Эвакуировался из Владивостока на кораблях эскадры адмирала Старка осенью 1922 года, был одним из руководителей успешной эвакуации. Генерал-лейтенант.
Был женат на Татьяне Григорьевне, урождённой Поповой, имел шестерых детей (трёх сыновей и трёх дочерей). В эмиграции проживал с семьёй в Харбине, затем в Шанхае. Похоронен в Шанхае на православном кладбище Лю-Кавей (в годы Культурной революции уничтожено).

## Братья
Генерал Александр Зощенко имел двух братьев, оба из которых являлись полковниками армии Колчака.

### Алексей Петрович Зощенко
Старший брат, Алексей Петрович Зощенко, родился в 1867 году, в 1885 выпущен из Сибирского кадетского корпуса, в 1887 — из Второго Военного Константиновского училища. К 1900-му капитан. Был ранен и контужен на Русско-Японской войне. К 1916 полковник. В армии Колчака служил офицером Мобилизационного отделения Главного штаба. При отступлении Белой армии взят в плен. В 1921 году был еще жив, состоял на особом учёте. Дальнейшая судьба неизвестна.

### Георгий Петрович Зощенко
Младший брат, Георгий Зощенко родился в 1875 году, в 19 лет, в 1894 году, окончил Сибирский кадетский корпус, офицером участвовал в Русско-Японской войне, на 1908 год являлся армейским капитаном. К 1918 году пехотный полковник, вступил в армию Колчака, служил в составе 44-го Сибирского стрелкового полка. Был женат, имел сына и дочь. Дальнейшая судьба неизвестна.

## Награды
- Орден Святого Станислава 3-й ст.
- Орден Святой Анны 3-й ст. (1901), мечи и бантом к нему (1915)
- Орден Святого Станислава 2-й ст. (1907), мечи к нему (1914).
- Орден Святого Владимира 4-й ст. (1914), мечи и бант к нему (1915)
- Орден Святой Анны 2-й ст. с мечами (1915)
- Орден Святого Владимира 3-й ст. с мечами (1917)